# العلاقات المغربية التنزانية
العلاقات المغربية التنزانية هي العلاقات الثنائية التي تجمع بين المغرب وتنزانيا.

## تاريخ
في 6 يوليوز 2020: عين الملك محمد السادس، سفيراً جديداً في تنزانيا وهو زكرياء الكوميري.

## الدين
في 25 أكتوبر 2016، أعطى الملك محمد السادس الانطلاقة لبناء مسجد محمد السادس ومرافقه بمدينة دار السلام. ويمتد المشروع على مساحة 3000 م² ويتكون من قاعتين للصلاة للرجال والنساء، وتبلغ الطاقة الإستيعابية لهذا المسجد 5000 مصل ومصلية. وتقدر تكلفة إنجازه في  123 مليون درهم. وسيتم تمويل بناءه من طرف وزارة الأوقاف والشؤون الإسلامية المغربية.

## الزيارات الرسمية
في 23 أكتوبر 2016، زار الملك محمد السادس تنزانيا، وإستغرقت زيارته 5 أيام، وقع المغرب وتنزانيا خلال هذه الزيارة على 22 اتفاقية للتعاون الثنائي في عدد من المجالات. وتتعلق هذه الاتفاقيات بالتعاون الاقتصادي والعلمي والثقافي، وإرساء آلية للتشاور السياسي، والتعاون في قطاعات الطاقة والمعادن والجيولوجيا والنقل الجوي والفلاحة والصيد البحري والأسمدة والطاقات المتجددة والسياحة والتأمين الزراعي.

## التعاون الثنائي في قطاع الطاقة
خلال لقاء جمع وزيرة الانتقال الطاقي المغربية ليلى بنعلي، بوزير الطاقة التنزاني دوتو ماشاكا بيتكو، الأربعاء 14 مايو 2025 والذي يقوم بزيارة عمل إلى المملكة المغربية، بدأت الثلاثاء وتستمر إلى غاية الخميس، على رأس وفد يضم مسؤولين من وزارة الطاقة وممثلين عن المؤسسات التنزانية المختصة، و وفق ما ذكره بيان صادر عن وزارة الانتقال الطاقي المغربية فقد استعرض الطرفان "سبل الارتقاء بالتعاون الثنائي في مجالات الطاقة والانتقال الطاقي، خاصة في ظل الدينامية التي تعرفها العلاقات بين دول القارة الإفريقية.
وأكدت الوزيرة المغربية بأن بلادها ملتزمه بمواكبة تنزانيا في انتقالها الطاقي، عبر تبادل الخبرات والتجارب في مجال الطاقات المتجددة والنجاعة الطاقية.  

## مقارنة بين البلدين
هذه مقارنة عامة ومرجعية للدولتين:
| وجه المقارنة                                              | المغرب                                 | تنزانيا                        |
| --------------------------------------------------------- | -------------------------------------- | ------------------------------ |
| المساحة (كم2)                                             | 710.85 ألف                             | 947.30 ألف                     |
| عدد السكان (نسمة)                                         | 36.07 مليون                            | 57.31 مليون                    |
| الكثافة السكانية (ن./كم²)                                 | 50.74                                  | 60.5                           |
| العاصمة                                                   | الرباط                                 | دودوما                         |
| اللغة الرسمية                                             | اللغة العربية، أمازيغية معيارية مغربية | اللغة السواحلية، لغة إنجليزية  |
| العملة                                                    | درهم مغربي                             | شيلينغ تانزاني                 |
| الناتج المحلي الإجمالي (بليون دولار)                      | 109.14 مليار                           | 52.09 مليار                    |
| الناتج المحلي الإجمالي (تعادل القوة الشرائية) بليون دولار | 274.06 مليار                           | 138.73 مليار                   |
| الناتج المحلي الإجمالي الاسمي للفرد دولار أمريكي          | 2.88 ألف                               | 878                            |
| الناتج المحلي الإجمالي للفرد دولار أمريكي                 | 7.49 ألف                               | 2.54 ألف                       |
| مؤشر التنمية البشرية                                      | 0.628                                  | 0.521                          |
| رمز المكالمات الدولي                                      | +212                                   | +255                           |
| رمز الإنترنت                                              | .ma                                    | .tz                            |
| المنطقة الزمنية                                           | ت ع م+01:00                            | ت ع م+03:00، توقيت شرق أفريقيا |

## منظمات دولية مشتركة
يشترك البلدان في عضوية مجموعة من المنظمات الدولية، منها:
| علم المنظمة | اسم المنظمة                               | تاريخ انضمام المغرب | تاريخ انضمام تنزانيا |
| ----------- | ----------------------------------------- | ------------------- | -------------------- |
|             | مؤسسة التنمية الدولية                     | 29 ديسمبر 1960      | 6 نوفمبر 1962        |
|             | يونسكو                                    | 7 نوفمبر 1956       | 6 مارس 1962          |
|             | وكالة ضمان الاستثمار متعدد الأطراف        | 17 سبتمبر 1992      | 19 يونيو 1992        |
|             | الأمم المتحدة                             | 12 نوفمبر 1956      | 14 ديسمبر 1961       |
|             | الاتحاد البريدي العالمي                   | ?                   | ?                    |
|             | البنك الدولي للإنشاء والتعمير             | 25 أبريل 1958       | 10 سبتمبر 1962       |
|             | الاتحاد الدولي للاتصالات                  | 1 نوفمبر 1956       | 31 أكتوبر 1962       |
|             | منظمة حظر الأسلحة الكيميائية              | ?                   | ?                    |
|             | مؤسسة التمويل الدولية                     | 30 أغسطس 1962       | 10 سبتمبر 1962       |
|             | المركز الدولي لتسوية المنازعات الاستشارية | 10 يونيو 1967       | 17 يونيو 1992        |
|             | منظمة التجارة العالمية                    | 1995                | 1995                 |
|             | منظمة الشرطة الجنائية الدولية             | ?                   | ?                    |
|             | الاتحاد الأفريقي                          | ?                   | 16 يناير 1964        |
|             | البنك الإفريقي للتنمية                    | ?                   | ?                    |

## وصلات خارجية
- موقع وزارة الخارجية المغربية
- موقع وزارة الخارجية التنزانية